# Streptogonopus aethiopicus
Streptogonopus aethiopicus är en mångfotingart som beskrevs av Jeekel 1956. Streptogonopus aethiopicus ingår i släktet Streptogonopus och familjen orangeridubbelfotingar. Inga underarter finns listade i Catalogue of Life.